# Pere de Quintana
Pere de Quintana o, en català medieval, Pere de Quintanes (mort el 1305) fou un cònsol i ambaixador de la Corona d'Aragó. Formà part del Consell de la Llotja. Al principi del regnat de Martí I l'Humà, quan fou destinat a la ciutat siriana de Damasc, les autoritats locals rebutjaren la seva presa de possessió en no disposar de les credencials preceptives, que no havia pogut obtenir perquè Joan el Caçador, que era el que l'havia nomenat originalment, havia mort poc després de fer-ho. Després d'un agre conflicte amb el seu predecessor, Antoni Ametller, fou necessària la intervenció del monarca aragonès per resoldre el problema.
El 1405 fou destinat a la cort de l'emperador romà d'Orient Manuel II Paleòleg, on fou enviat per Martí I per mirar d'obtenir algunes de les relíquies conservades a Constantinoble. En el seu bagatge, portava dues cartes llatines escrites per Bernat Metge en nom del rei Martí, una per a l'emperador i una per al patriarca de Constantinoble, així com cartes de presentació per als beis turcs pregant-los que no el molestessin ni a ell ni als mercaders que viatjaven amb ell.
L'emperador, que havia rebutjat peticions similars d'altres monarques europeus, concedí quatre relíquies al rei d'Aragó: un fragment de la columna de la flagel·lació, un tros de la pedra sobre la qual havia plorat l'apòstol Pere després de negar Jesús tres vegades, un fragment de la llosa sobre la qual havia estat dipositat el cos de Jesús després del davallament de la creu i, per acabar, un tros de la graella del martiri de Sant Llorenç. Tanmateix, com que tenia previst enviar un altre ambaixador a la Corona d'Aragó per tractar altres temes, Manuel decidí esperar-se i trametre les relíquies juntament amb el seu nou representant. Quintana morí en l'enfonsament del vaixell que el portava de tornada a Occident.